# Samsons (Pyrénées-Atlantiques)
Pour les articles homonymes, voir Samsons.
Samsons est une ancienne commune française du département des Pyrénées-Atlantiques. En 1831, la commune fusionne avec Lion pour former la nouvelle commune de Samsons-Lion.

## Géographie
Samsons est un village du Vic-Bilh, situé au nord-est du département et de Pau.

## Toponymie
Le toponyme Samsoms apparaît sous les formes 
Sanzos (XIIe siècle, d'après Pierre de Marca), 
Samssos et Sansoo (respectivement 1385 et 1402, censier de Béarn), 
Sansoos (1442, contrats de Carresse),  
Sanssoos (1492, notaires de Pau) et 
Samsous (1793 ou an II).

## Histoire
Paul Raymond note qu'en 1385, Samsons comptait dix-huit feux et dépendait du bailliage de Lembeye.
La baronnie de Samsons était composée de Bétracq, Crouseilles, Haget, Langassous, Lapèdes, Lasserre et Samsons, et était vassale de la vicomté de Béarn.

### Les Hospitaliers
Paul Raymond indique que Samsons était un membre de la commanderie de l'ordre de Saint-Jean de Jérusalem de Caubin et Morlaàs.

## Démographie
| 1793 | 1800 | 1806 | 1821 |
| ---- | ---- | ---- | ---- |
| 218  | 240  | 333  | 266  |

## Culture et patrimoine

### Patrimoine civil
Les vestiges d'un édifice fortifié datant des XIe et XIIe siècles, témoignent du passé ancien de la commune.
Samsons-Lion présente un ensemble de demeures et de fermes dont la construction s'est étalée du XVIIIe au XIXe siècle.

### Patrimoine religieux
L'église Saint-Barthélémy date partiellement du XIIe siècle.
Elle recèle du mobilier inscrit à l'Inventaire général du patrimoine culturel. 

## Pour approfondir